# Gesomyrmex germanicus
Gesomyrmex germanicus — вимерлий вид мурах підродини Formicinae, відомий за скам'янілістю еоцену, знайденою в Європі. G. germanicus є одним із восьми видів мурах роду Gesomyrmex, які були описані за скам'янілими рештками, знайденими в Європі.

## Історія та класифікація
При описі Gesomyrmex germanicus був відомий з групи з чотирьох комах, які є скам'янілими відбитками, що збереглися в шарі м'якої осадової породи. Поряд з іншими добре збереженими скам'янілими відбитками комах, зразки Gesomyrmex germanicus були зібрані з шарів лютецького Маара Екфельда. Формація складається з бурого вугілля, горючих сланців і бітумінозних сланців, які зберегли численних комах, риб, птахів, рептилій і наземних ссавців таких, як lagerstätten. Ця територія являє собою збережене озеро–маар, яке утворилося приблизно 47 мільйонів років тому в результаті вулканічних вибухів.
На момент опису типова серія складалася з голотипного зразка NHMM PE-1997/29 та паратипного зразка NHMM PE-1998/13, разом із двома додатковими скам'янілими рештками NHMM PE-1998/1 і NHMM PE-1998/9. Вони збереглися в колекції викопних решток Landessammlung fur Naturkunde Rheinland-Pfalz. Вперше комах досліджували німецькі ентомологи Геннадій Длусскі, Торстен Вепплер і Соня Ведманн, а їхній опис типу нового виду за 2009 рік був опублікований в електронному журналі «Zootaxa». Специфічний епітет «germanicus» походить з назви країни, де знайдені скам'янілості — Німеччини.
Цей вид є одним із восьми видів Gesomyrmex, всі були описані з європейських скам'янілостей. Три види були описані до G. germanicus: G. bremii у 1849 році, G. hoernesi у 1868 році та G. miegi у 1937 році. Решта чотири види: G. breviceps, G. curiosus, G. flavescens і G. pulcher були описані Длусскі та іншими в тій же статті 2009 року, що й G. germanicus. На даний момент описано шість сучасних видів, усі з тропічних регіонів Азії, що створює диз'юнктний розподіл між викопними та сучасними видами.

## Опис
Зразки Gesomyrmex germanicus є частково збереженими дорослими особинами касти королеви, які скам'яніли спинною вгору і з прикріпленими крилами, складеними вздовж спини. Загальна довжина гоплотипної матки становить приблизно 9-10 мм і голова має орієнтовну довжину 2,0 мм. Вусики тонкі на вигляд, складаються з скелета, що тягнеться до середини ока, і невизначеної кількості сегментів фунікулера. Загальне забарвлення тіла чорне, а крила збережені прозорими, з затемненою птеростигмою.